# SG Crédit du Nord
Pour les articles homonymes, voir CDN.
Le Crédit du Nord (CDN) était l'une des trois composantes du réseau de banque de détail du groupe Société générale, aux côtés de Boursorama et du réseau d'agences « Société générale ».
Le siège social du Crédit du Nord était 28 place Rihour à Lille et son siège central, 59 boulevard Haussmann à Paris.
Le Crédit du Nord et ses 8 banques régionales (les Banques Courtois, Kolb, Laydernier, Nuger, Rhône-Alpes, Tarneaud, Société de Banque Monaco et Société Marseillaise de Crédit) formaient le groupe Crédit du Nord.
Aujourd'hui Crédit du Nord sous le nom SG Crédit du Nord est une des marques régionales de SG, banque issue du rapprochement le 1er janvier 2023 des réseaux Société Générale et Groupe Crédit du Nord.

## Histoire
À son origine se trouvent :
- la banque Verley Decroix et Cie créée à Lille par Jules Decroix en 1846, devenue Banque générale du Nord, devenue une société anonyme le 29 août et le 2 septembre 1919 ; raison sociale modifiée le 18 septembre 1919 ; absorbée par le Crédit du Nord en 1934 ;
- le Comptoir national d’escompte de l’arrondissement de Lille, créé par l’État en 1848, et administré par Jules Decroix et Frédéric Kuhlmann, pour relancer l’activité économique après le krach de 1847 et aider au développement de l’industrie et du commerce.

En 1968, la Banque de la Compagnie Financière de Suez et Paribas engagent une bataille pour le contrôle du groupe CIC. Elle se soldera en septembre 1971 par la cession à Paribas de la Banque de l'Union parisienne  (BUP) deuxième grande banque d'affaires française créée en 1904. La même année, Paribas prend le contrôle du Crédit du Nord.
Le 26 septembre 1973, le Crédit du Nord fusionne avec la Banque de l'Union parisienne sous le nom Banque Crédit du Nord et de l'Union parisienne : en mai 1976 elle devient Crédit du Nord.
Le Crédit du Nord est racheté le 10 mars 1997 par la Société générale à Paribas pour 2,2 milliards de francs (335 M€).
Dexia entre au capital à hauteur de 20 % pour 2,4 milliards de francs (366 M€) en décembre 1999 et revend ses parts en octobre 2009 pour 676 M€ (dont 31 M€ pour la filiale de gestion d’actifs « Étoile Gestion ») à la Société générale qui redevient actionnaire à 100 % du Crédit du Nord.
En 2002, le Crédit du Nord intègre la Banque Lenoir et Bernard (banque amiénoise créée en 1855 ayant une unique agence rue des Jacobins).
En janvier 2012, la Société Générale nomme Philippe Aymerich, son directeur délégué des risques, directeur général du groupe Crédit du Nord.
En mai 2018, Philippe Aymerich devient directeur-général délégué de Société Générale pour l’activité de banque de détail en France et Françoise Mercadal-Delasalles le remplace à la tête de Crédit du Nord.
En juillet 2018 Crédit du Nord est la première banque à permettre à ses clients de faire des virements depuis tous leurs comptes bancaires, grâce à l'open banking.
En septembre 2020, la Société générale dévoile un projet de fusion des activités de Crédit du Nord et de ses filiales avec la Société générale.
Début décembre 2020, la fusion du Crédit du Nord avec la Société générale est annoncée. La fusion est effective au 1er janvier 2023. Cette opération entraîne la fermeture de 600 agences mais ne prévoit aucun licenciement ni départ forcé, assure la direction de la Société générale. Les 600 agences concernées par la fermeture vont baisser le rideau entre 2023 et 2025, date à laquelle l'ensemble des services auront achevé la fusion complète des deux entités.
En juin 2021, la directrice générale Françoise Mercadal-Delasalles, considérée comme modérément favorable au projet de fusion, est remplacée par son adjoint Jean-Louis Klein.
En octobre 2021, la Société générale présente à ses partenaires sociaux un projet de réorganisation des deux entités réunies ; le projet prévoit la suppression de 3 700 emplois entre 2023 et 2025. La fusion engendre une nouvelle dénomination : "SG" à laquelle est associée, par région, le nom de la banque du réseau Crédit du Nord (ex :SG Crédit du Nord). Pour les régions où le Crédit du Nord est moins présent, il s'agira de "SG" plus le nom de la région (ex : SG Auvergne Rhône Alpes ).

### Présidence
- 1898 : Gustave Dubar
- 1921 : Georges Delebart
- 1928 : Eugène Motte
- 1932 : Pierre Bourlet[11]
- 1942 : Paul Delemer[12]
- 1945 : Georges Brabant
- 1951 : ?
- 1960 : Louis de Fouchier
- 1974 : Antoine Dupont-Fauville
- 1982 : David Dautresme
- 1987 : Bruno de Maulde
- 1993-04 : Pierre Simon
- 1994-01 : Bernard Auberger
- 1995-11 : Philippe Toussaint
- 1997-01 : Bruno Flichy
- 2002-09 : Alain Py
- 2009-11 : Vincent Taupin
- 2012-18 : Philippe Aymerich
- 2018 : Françoise Mercadal-Delasalles
- 2021 : Sébastien Proto

## Le groupe

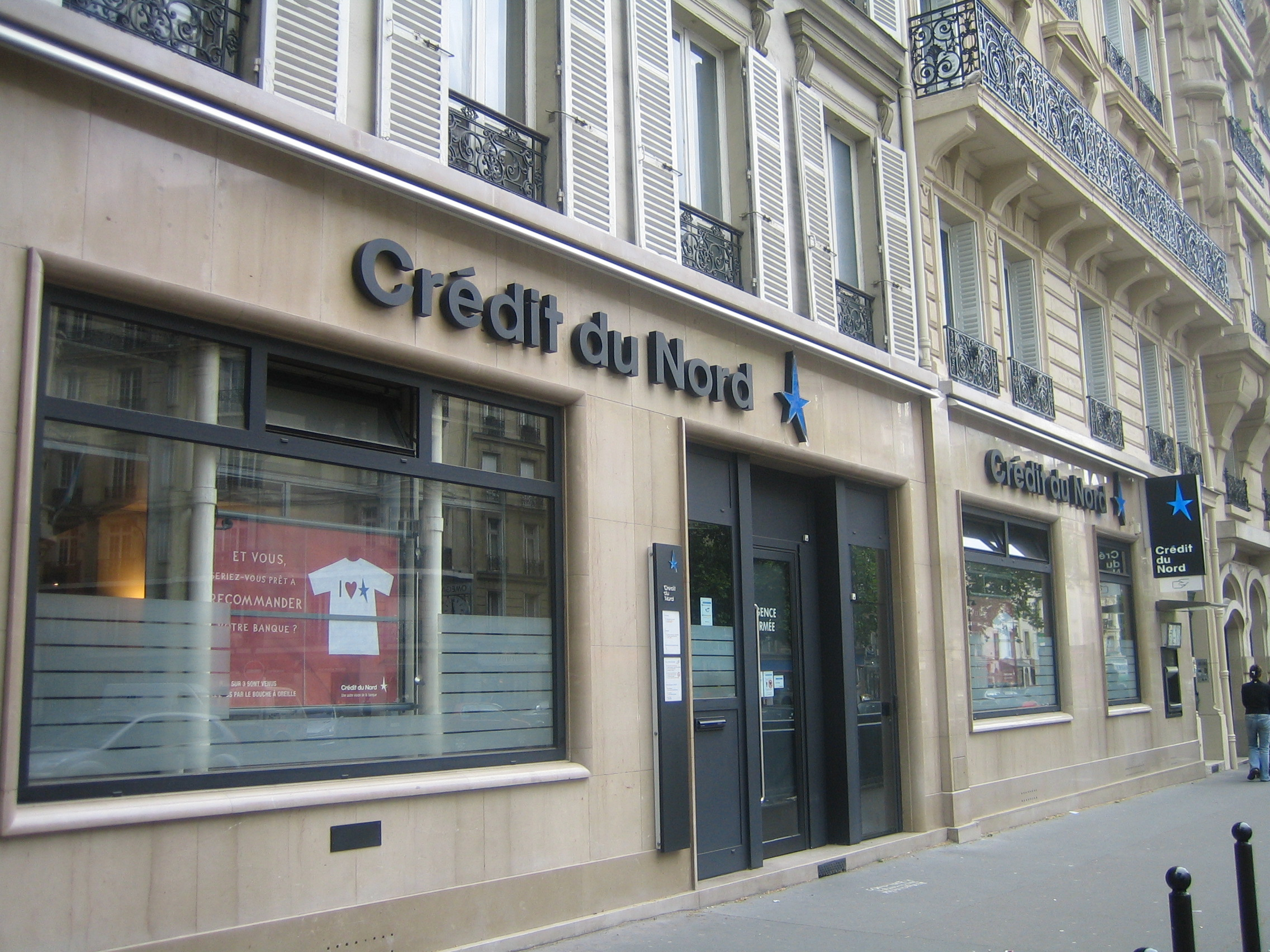
Une agence du Crédit du Nord, avenue des Ternes, à Paris

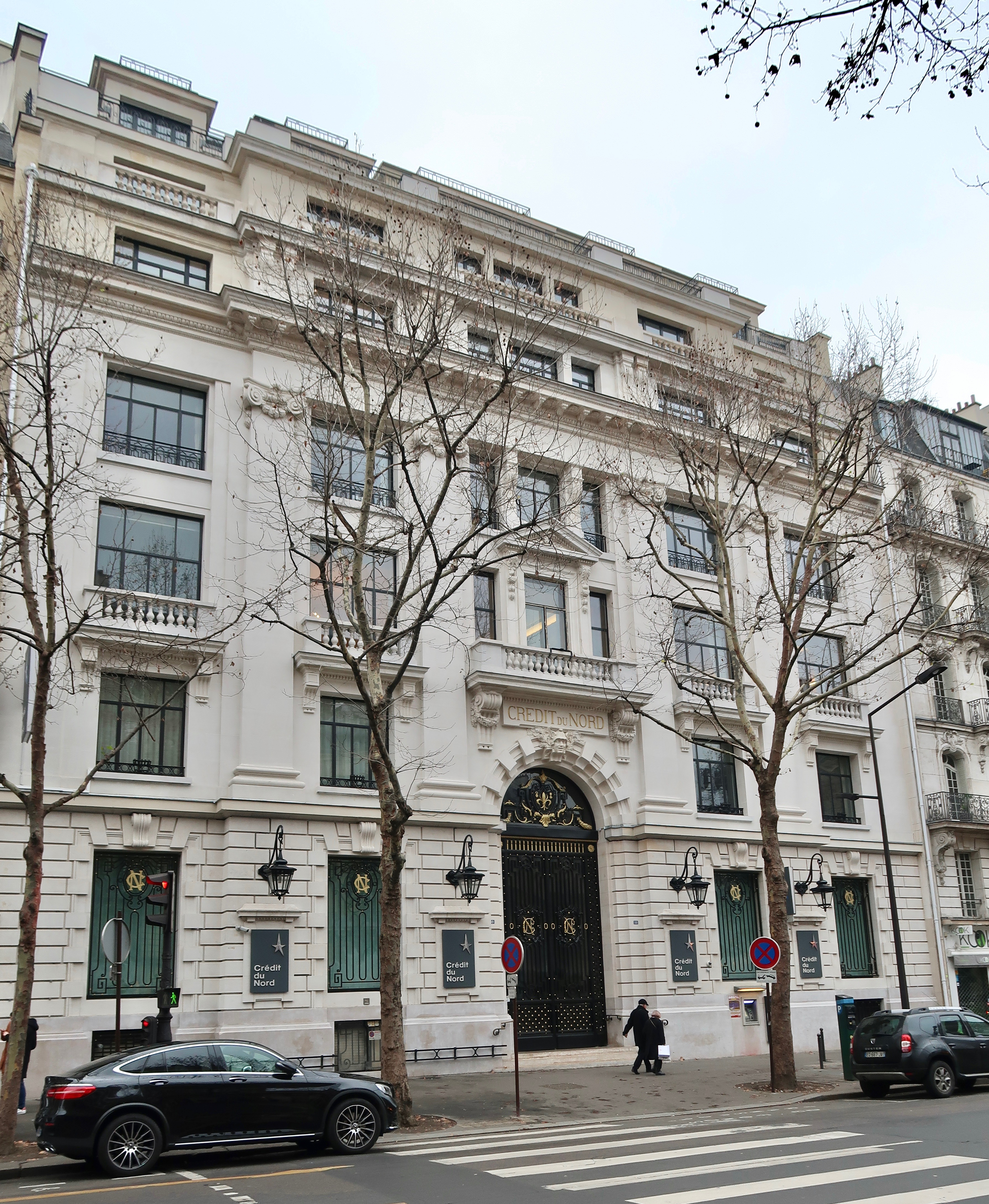
Siège central du Crédit du Nord, 59 boulevard Haussmann à Paris

Résultat de la fusion de 80 banques régionales, familiales et locales, le groupe Crédit du Nord est composé de neuf banques régionales (l'enseigne Crédit du Nord et huit enseignes régionales)  :
- le Crédit du Nord est organisé en 3 territoires : Nord de France (le berceau historique du Nord Pas de Calais) dont le siège régional est à Lille, Nord Ouest (Picardie, Normandie, les départements de la Sarthe, de la Mayenne et de l'Ille et Vilaine) dont le siège régional est à Rouen et Ile de France (Ile de France et le département du Loiret) dont le siège régional est à Paris
- la Banque Courtois dans le Sud-Ouest créée en 1760 à Toulouse ; doyenne des banques françaises ;
- la Banque Kolb dans l'Est créée en 1890 à Mirecourt (dans le département des Vosges) par Xavier Kolb ; Sa direction centrale est installée à Nancy.
- la Banque Laydernier en Haute-Savoie, Savoie, et le Pays de Gex. Elle fut créée sous le nom de Caisse commerciale d'Annecy-Frossard à Annecy en 1881 et reprise après des déboires par Léon Laydernier, un employé de la Banque de France.
- la Banque Nuger dans le Centre de la France fondée en 1924 par André Nuger à Clermont-Ferrand ;
- la Banque Rhône-Alpes (BRA), née de la fusion en 1988 de la Banque Nicolet-Lafanechère et de l'Isère et du Crédit du Nord en Bourgogne, Auvergne, Franche-Comté et Rhône-Alpes; Son siège social est à Grenoble et son siège central à Lyon.
- la Banque Tarneaud dans le Centre-Ouest-Atlantique. Elle fut créée par Jean-Baptiste Tarneaud à Limoges en 1809 ;
- la Société de Banque Monaco, créée en mai 2020 regroupe l’activité des succursales monégasques du Crédit du Nord (présent depuis 1919 à Monaco) et de la Société Marseillaise de Crédit (implantée depuis 1916 à Monaco)
- la Société marseillaise de crédit (SMC), créée en 1865 a rejoint le groupe Crédit du Nord le 21 septembre 2010.

En 2021, les 8 400 collaborateurs du groupe Crédit du Nord et son réseau de 756 agences sont au service de près de 1.76 million de clients particuliers, 155 000 professionnels, et 42 400 entreprises.